# Gewestweg

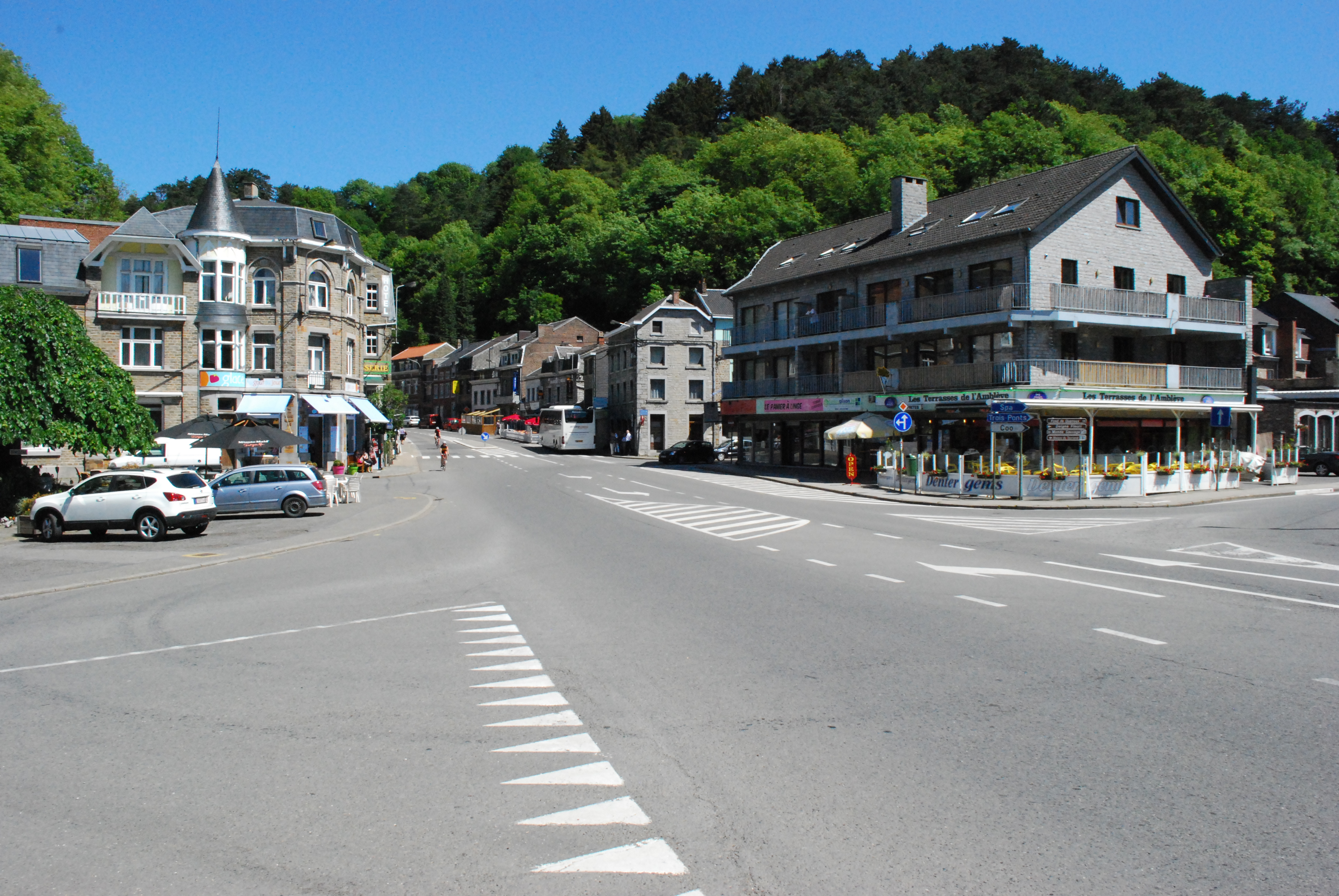
De "rue de Louveigné" (N666), zicht vanop de brug over de Amblève in Remouchamps

Een gewestweg is een weg die wordt aangelegd, onderhouden en beheerd door een van de drie Belgische gewesten. Elke gewestweg draagt een A-nummer als het een autosnelweg is, anders een N-nummer (N= Nationaal).

## Vlaanderen
Binnen het Vlaams Gewest is het Agentschap Wegen en Verkeer (AWV) van het Vlaams Departement Mobiliteit en Openbare Werken verantwoordelijk voor de gewestwegen
Gewestwegen kunnen de functie van hoofdweg, primaire weg (type I of type II), secundaire weg of die van lokale weg hebben. Voorbeelden van lokale wegen die beheerd worden door AWV zijn de N8 tussen Menen en Ieper, de N141, N212, N272, N331, N461 en de N730.
Op 1 januari 2009 werden alle provinciewegen van bovenlokaal belang overgedragen naar het Vlaamse Gewest. Andere provinciewegen werden overgedragen naar gemeenten (voor Vlaams-Brabant was dit 1 oktober 2008). De Vlaamse provincies zijn dus niet meer bevoegd voor wegbeheer.

## Wallonië
In het Waals Gewest is Direction générale opérationnelle Routes et Bâtiments (DGO1) verantwoordelijk voor 7734 kilometer gewestweg (waarvan 869 kilometer autosnelweg).

## Brussel
In het Brussels Hoofdstedelijk Gewest is de administratie Brussel Mobiliteit van het Ministerie van het Brussels Hoofdstedelijk Gewest (MBHG) verantwoordelijk voor de strategische planning, het ontwikkelen, het programmeren, het beheer, het onderhoud en het toezicht op 331 kilometer aan gewestwegen (inclusief 11 kilometer snelweg).